# ليونارد ليو
ليونارد ليو (بالإنجليزية: Leonard Leo)‏ هو محامي أمريكي، ولد في 1965 في نورثبورت في الولايات المتحدة.